# Epidorylaimus muscorum
Epidorylaimus muscorum (syn. Dorylaimus muscorum) is een rondwormensoort. De wetenschappelijke naam van de soort is voor het eerst geldig gepubliceerd in 1921 door Skwarra.